# Чекаловський Федір Григорович
Федір Григорович Чекаловський (нар. 29 травня 1898, місто Катеринодар, тепер місто Краснодар Краснодарського краю, Російська Федерація — 26 липня 1962, місто Майкоп, Російська Федерація) — радянський діяч, 1-й секретар Адигейського обласного комітету ВКП(б), секретар Вінницького обласного комітету КП(б)У, генерал-майор (28.07.1944).

## Біографія
Народився в родині чорнороба комунальних підприємств. У 1909 році закінчив церковнопарафіяльну школу в Катеринодарі.
З липня 1909 до травня 1916 року працював кондитером кондитерської фабрики Катеринодара.
З травня 1916 до лютого 1918 року служив у російській армії: рядовий 5-го Кавказького окремого гірничого артилерійського дивізіону, учасник Першої світової війни.
У березні — квітні 1918 року — червоногвардієць у місті Катеринодарі.
З квітня 1918 до січня 1933 року служив у Червоній армії, учасник громадянської війни в Росії. У квітні 1918 — лютому 1919 року — червоноармієць Кубанської революційної артилерійської бригади РСЧА. У лютому 1919 — квітні 1921 року — червоноармієць, старшина 3-ї батареї 1-го дивізіону 33-ї Кубанської стрілецької дивізії РСЧА.
Член РКП(б) з квітня 1919 року.
У квітні 1921 — травні 1922 року — слухач Військово-політичних курсів політскладу при Військово-політичному інституті РСЧА імені Толмачова в Петрограді.
У травні 1922 — листопаді 1927 року — начальник клубу, політичний керівник навчальної батареї 37-го артилерійського полку Північно-Кавказького військового округу.
У листопаді 1927 — листопаді 1929 року — військовий комісар 4-го окремого артилерійського дивізіону Білоруського військового округу.
У листопаді 1929 — грудні 1930 року — військовий комісар 35-го артилерійського дивізіону 5-ї кавалерійської дивізії Північно-Кавказького військового округу.
У грудні 1930 — лютому 1932 року — відповідальний секретар дивізійного партійного комітету політичного відділу 5-ї кавалерійської дивізії Північно-Кавказького військового округу.
У лютому 1932 — січні 1933 року — комісар 22-го артилерійського полку 22-ї Краснодарської стрілецької дивізії Північно-Кавказького військового округу.
У січні 1933 — квітні 1934 року — начальник політичного відділу Незамаєвської машинно-тракторної станції (МТС) Павловського району Північно-Кавказького (Азово-Чорноморського) краю.
У квітні 1934 — січні 1935 року — начальник політичного відділу Кутейниковської машинно-тракторної станції (МТС) Чертковського району Азово-Чорноморського краю.
У січні 1935 — березні 1937 року — 2-й секретар Олексієво-Лозовського районного комітету ВКП(б) Азово-Чорноморського краю.
У березні — листопаді 1937 року — 1-й секретар Лабінського районного комітету ВКП(б) Азово-Чорноморського (Краснодарського) краю.
У листопаді 1937 — червні 1938 року — завідувач відділу керівних партійних органів Краснодарського крайового комітету ВКП(б).
2 червня 1938 — 2 лютого 1940 року — в.о. 1-го секретаря, 1-й секретар Адигейського обласного комітету ВКП(б) Краснодарського краю.
У лютому 1940 — 17 травня 1941 року — 3-й секретар Вінницького обласного комітету КП(б)У. 17 травня 1941 — липень 1941 року — секретар Вінницького обласного комітету КП(б)У із промисловості.
З липня 1941 року — в Червоній армії. У липні — вересні 1941 року — слухач Курсів удосконалення вищого політичного складу РСЧА на станції Перхушково Московської області.
У вересні — грудні 1941 року — член Військової ради Орловського військового округу.
У грудні 1941 — жовтні 1945 року — член Військової ради Південно-Уральського військового округу.
У жовтні 1945 — вересні 1946 року — заступник із тилу командувача військ Бакинського військового округу.
У вересні 1946 — квітні 1948 року — заступник із тилу командувача 7-ї гвардійської армії Закавказького військового округу.
У квітні 1948 — квітні 1949 року — заступник із тилу командувача 38-ї гвардійської армії Прикарпатського військового округу.
З квітня 1949 року — у відставці.
У грудні 1949 — січні 1952 року — керуючий Чернівецького обласного тресту «Укрголовхліб».
У січні 1952 — травні 1953 року — керуючий Чернівецької обласної торгової бази Головного управління «Головтекстильзбуту».
З травня 1953 року — на пенсії в місті Майкопі.
Помер 26 липня 1962 року. Похований на Шовгеновському цвинтарі міста Майкопа.

## Звання
- Полковник
- Генерал-майор (28.07.1944)

## Нагороди та відзнаки
- Орден Леніна (30.04.1947)
- Орден Червоного Прапора (30.04.1945)
- Орден Червоної Зірки (3.11.1944)
- Медаль «За перемогу над Німеччиною у Великій Вітчизняній війні 1941—1945 рр.» (1945)